# Abitare
ABITARE ist ein italienisches Architektur- und Designmagazin. Es erschien erstmals 1961.
Abitare wurde 1961 in Mailand von Piera Peroni ins Leben gerufen. Nach den ersten fünf Ausgaben zunächst mit dem Titel Casa Novità erfolgte eine Umbenennung zum heute noch gültigen Titel Abitare. Die Zeitschrift erscheint monatlich und widmete sich den Themen Architektur, Innenarchitektur, Möbel, Produktdesign und Grafik. Sie wurde sowohl in italienischer als auch in englischer Sprache veröffentlicht. 1976 wurde die Zeitschrift an die Segesta Publishing Group verkauft, später wurde sie Teil der RCS Group und wurde von der RCS MediaGroup herausgegeben.
Kurz nach der Gründung der Zeitschrift stieß der einflussreiche Architekt der italienischen Nachkriegszeit, Eugenio Gentili Tedeschi, zu Peroni. Er schrieb nicht nur für die Zeitschrift, sondern fungierte später auch als stellvertretender Chefredakteur zusammen mit Franca Santi. Viele bekannte Architekten und Designer schrieben für Abitare. Direktor und Art-Direktor von 1992 bis 2007 war Italo Lupi. Ihm folgte Stefano Boeri, ehemaliger Direktor der Monatszeitschrift Domus. Im Jahr 2011 übergab Boeri die Redaktion an seinen Co-Direktor Mario Piazza. Im Jahr 2012 wurde die Zeitschrift sowohl grafisch (mit neuem Cover und Logo) als auch inhaltlich neu gestaltet: In jeder Ausgabe wird ein Projekt vorgestellt, das ein Thema, ein Objekt oder ein Gebäude auf „matriotische“ Weise erforscht.
Anfang 2014 wurde die Veröffentlichung des Magazins für etwa acht Monate ausgesetzt, seine Online-Version veröffentlichte jedoch weiterhin Inhalte. Im Oktober 2014 wurde das Magazin unter der Leitung von Silvia Botti mit einem neuen Format und neuen Grafiken neu aufgelegt.